# I Still Know What You Did Last Summer
I Still Know What You Did Last Summer (bra: Eu Ainda Sei o que Vocês Fizeram no Verão Passado; prt: Ainda Sei o Que Fizeste no Verão Passado) é um filme méxico-estadunidense de 1998, dos gêneros terror slasher e suspense, dirigido por Danny Cannon, com roteiro de Trey Callaway.
Esta sequência de I Know What You Did Last Summer, realizado no ano anterior, apresenta personagens criados originalmente no livro de 1973 por Lois Duncan. Jennifer Love Hewitt, Freddie Prinze, Jr. e Muse Watson reprisam seus papéis, com Brandy Norwood, Mekhi Phifer e Matthew Settle se juntando ao elenco. A trama dá sequência aos eventos do primeiro filme.
As filmagens ocorreram no México e na Califórnia.[carece de fontes?] I Still Know What You Did Last Summer foi lançado com críticas negativas[carece de fontes?], mas foi um sucesso de bilheteria[carece de fontes?], arrecadando US$ 85 milhões em todo o mundo[carece de fontes?]. 

## Enredo
Ao participar de um programa de rádio e responder à pergunta "Qual a capital do Brasil?", Julie, mesmo dando a resposta errada, ganha uma viagem para uma ilha paradisíaca — uma armadilha do assassino que volta a persegui-la.

## Elenco
- Jennifer Love Hewitt como Julie James
- Freddie Prinze Jr como Ray Bronson
- Brandy Norwood como Karla Wilson
- Mekhi Phifer como Tyrell
- Muse Watson como Ben Willis
- Bill Cobbs como Estes
- Matthew Settle como Will Benson
- Jeffrey Combs como Sr. Brooks
- Jennifer Esposito como Nancy
- Jack Black como Titus Telesco

## Trilha sonora
1. "Sugar Is Sweeter" (CJ Bolland; Danny Saber remix com Justin Warfield) – 4:57
2. "How Do I Deal" (Jennifer Love Hewitt) – 3:23
3. "Relax" (Deetah) – 3:51
4. "Hey Now Now" (Swirl 360) – 4:37
5. "Blue Monday" (Orgy) – 4:32
6. "Polite" (Bijou Phillips) – 4:25
7. "Try to Say Goodbye" (Jory Eve) – 3:35
8. "Testimony" (Grant Lee Buffalo) – 3:59
9. "(Do You) Wanna Ride" (Reel Tight) – 3:33
10. "Getting Scared" (Imogen Heap) – 4:51
11. "Górecki" (Lamb) – 6:22
12. "Julie's Theme" (John Frizzell) – 2:52